# Südinsel-Eisenholz
Das Südinsel-Eisenholz (Metrosideros umbellata), auf Maori „rātā“, englisch „southern rata“, deutsch gelegentlich auch „Südlicher Rata“, ist neben den aus der gleichen Gattung stammenden Nordinsel-Eisenholz und Pohutukawa eine der bekanntesten Baumarten Neuseelands. Sie ist durch die im Dezember und Januar auftretenden kräftig roten Blüten besonders auffällig. Die vor allem auf der Südinsel Neuseelands heimischen Populationen sind durch Verbiss durch den aus Australien eingeschleppten Fuchskusu bedroht.

## Beschreibung

### Habitus
Die immergrünen Südinsel-Eisenholz-Bäume werden 15 Meter und höher und können dabei Stammdurchmesser von mehr als einem Meter erreichen, zusammen mit den herabwachsenden Luftwurzeln kann dieser jedoch noch erheblich überschritten werden. Die Stämme besitzen eine 2 bis 3 mm starke Borke, deren äußere Schichten in papierartigen Stückchen abfällt. Der Habitus kann je nach Standort jedoch auch stark von diesem Erscheinungsbild abweichen. Während größtenteils freistehende Bäume eine runde Baumform einnehmen, bilden vor allem Bäume in dichter besiedelten Lebensräumen eine schirmförmige Krone aus. An bewachsenen Ufern wachsen Südinsel-Eisenholz-Bäume oft mit einem fast waagerechten Stamm, um unter den Kronen anderer Bäume hervorzuwachsen. Teilweise sind Pflanzen auf extrem steinigem Untergrund nur strauchartig ausgebildet und schon in einer Größe von 15 bis 25 cm blühfähig. Gelegentlich werden auch epiphytisch lebende Exemplare in den Kronen von Libocedrus bidwillii und seltener von Podocarpus hallii oder Dacrydium cupressinum gefunden. Diese Bäume sind oberhalb des ursprünglichen Aufsatzpunktes stark verzweigt; die nach unten wachsenden Wurzeln umhüllen den Wirt zunehmend, teilweise so weit, dass er abstirbt.

### Vegetatives Wachstum
Die zunächst samtigen, später glatten, ledrigen Blätter haben eine Größe von (25–) 30–50 (–60) mm × (10–) 15–20 mm, sind gegenständig, nebenblattlos und sitzen an etwa 5 mm langen Blattstielen. Die Blattform variiert zwischen mittel- bis eng-oval oder -elliptisch.
Erwachsene Pflanzen beenden einen vegetativen Wachstumsschub mit der Ausbildung eines vegetativen Knospenpaares, das gegenständig zum letzten ausgebildeten Blattpaar zwischen diesem sitzt. Sie bestehen aus fünf bis sechs Paaren modifizierter, schuppenartiger Blätter, von denen das zweite Paar die Knospe vollständig umschließt. Diese Knospen sind während des Winters 1,5 mm lang und verharzt. Im Frühjahr löst sich das Harz, die äußeren beiden Schuppenpaare werden abgeworfen, die restlichen drei bis vier Paare vergrößern sich zunächst, um die sich entwickelnden Blätter zu schützen, bis auch sie abgeworfen werden.
Jüngere Pflanzen bilden am Ende der Wachstumsperiode keine vegetativen Knospen aus, obwohl auch hier das Wachstum mit der Ausbildung eines Blattpaares endet. Dieses ist jedoch oftmals nicht vollständig ausgebildet und stirbt während des Winters ab.
Das vegetative Wachstum ist meistens auf die bereits in den vegetativen Knospen ausgebildeten Blätter beschränkt, so dass pro Wachstumsperiode nur zwei bis vier Blattpaare mit den entsprechenden Knoten ausgebildet werden. Die Verzweigung der Triebe ist meistens dichotom. Die Aufteilung des Triebes junger Sämlinge beginnt meist nach der vierten Wachstumsperiode.
Die Jahresringe im Stamm erscheinen zumindest bei jungen Pflanzen in Jahresabständen, das hellere, frühere Holz wechselt sich mit dem dunkleren Holz der späten Wachstumsphase ab. Nach etwa 50–100 Jahresringen wird das Wachstum unregelmäßig, in einigen Ringen ist ein regelmäßiges Wachstum zu erkennen, während in anderen das Wachstum fast eingestellt ist und die Übergänge schwer zu erkennen sind.
Die im Boden wachsenden Wurzeln sind sehr dünn, oft nur 0,2 mm dick und stark verzweigt. Da die meisten Triebspitzen der Wurzeln nur sehr kurzlebig sind, werden sie durch neue, von der Pflanzenmitte nach außen wachsende Wurzeln ersetzt. Sind Wurzelhaare vorhanden, sind sie nur vereinzelt oder nah verbündelt und werden 0,5 mm lang.
Wächst das Südinsel-Eisenholz in feuchten Gebieten, also vor allem in den Tälern unterhalb der Franz-Josef- und Fox-Gletscher, bilden sich bei Pflanzen mit einer Stammdicke von mindestens 23–30 cm Luftwurzeln aus. In dieser Größe sind die Pflanzen bereits zirka 100 Jahre alt. Diese Luftwurzeln hängen zunächst frei oder wachsen am Stamm herunter. Erreichen sie den Boden, verdicken sie sich zu Stelzwurzeln und verwachsen oft mit anderen Luft- oder Stelzwurzeln oder dem Stamm.
Auch wenn Pflanzen im Flachland meist ausgebildete Luftwurzelsysteme besitzen, sterben die Pflanzen in fast allen Fällen ab, wenn sie umstürzen, während in höheren Lagen aus den Stämmen oft neue Bäume wachsen, so dass sie ein dichtes Gewirr aus umgestürzten und verkeilten Stämmen bilden.

### Vermehrung

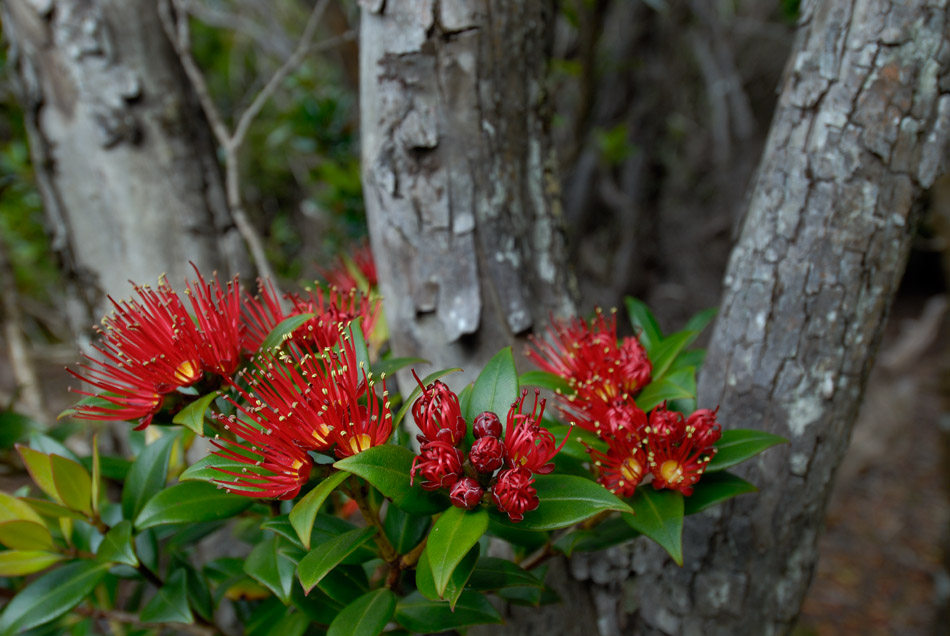
Südinsel-Eisenholz auf den Aucklandinseln, dem südlichsten Teil des Verbreitungsgebietes

Die Blütezeit des Südinsel-Eisenholzes kann selbst innerhalb eines Habitates stark variieren. Während die Hauptblütezeit im Dezember und Januar ist, sind blühende Bäume teilweise bis über den März hinaus zu sehen.
Die Blüten bilden sich einzeln oder in Gruppen von zwei bis drei in den Achseln der inneren ein bis drei (meistens zwei) Knospenschuppen, einzelnen Blüten steht ein Blatt gegenüber, Blütengruppen ein Quirl aus vier bis sechs Blättern. Der vegetative Trieb der Knospe stellt meist schon vor dem Öffnen der Blüte das Wachstum ein, und da die Blütenstiele meist länger sind als die Internodien, scheint es, als würden die Blüten in Gruppen von bis zu neun Blüten auftreten.
Die Blüten bestehen aus fünf etwa 3 mm langen, länglich dreieckig bis ovalen Kelchblättern und fünf etwa 5 mm langen, fast runden roten Kronblättern. Die zahlreichen ebenfalls roten Staubblätter sind etwa 2 cm lang. Vereinzelt kommen auch Pflanzen mit orangen bis hin zu gelben Blüten vor. Die Basis des Griffels setzt leicht oberhalb der Plazenta an.
Die an Nektar reichen Blüten werden vor allem durch den Tui (Prosthemadera novaeseelandiae) und den Korimako (Anthornis melanura) sowie von Honigbienen aufgesucht und befruchtet.
Aus den befruchteten Blüten entwickeln sich 0,75 bis 1 cm große Samenkapseln. Damit sind sie größer als diejenigen verwandter Arten wie Nordinsel-Eisenholz oder Pohutukawa. Während des Wachstums der Kapseln vergrößert sich das Gewebe zwischen Griffel und Plazenta, so dass sie in komplett ausgebildeten Kapseln weit auseinander stehen. Reif sind die etwa 250 bis 300 Samen enthaltenden, zunächst grünen Kapseln im auf die Blüte folgenden Sommer, wie bei den meisten Myrtengewächsen enthalten nur wenige der Samen Embryos und sind keimfähig. Während des Winters platzen die Samenkapseln auf, so dass im darauffolgenden November die Samenkapseln nahezu leer sind. Die nur 2,0 × 0,4 mm großen und weniger als 0,1 mg schweren Samen werden durch den Wind verteilt. Leere Kapseln verbleiben noch für einige Monate an der Pflanze, bevor sie abfallen.

### Alter
Korrelationen mit glazialen Daten der anliegenden Gletscher aus den Tälern des Fox River und des Waiho River lassen annehmen, dass die Südinsel-Eisenholz-Bäume eine Lebensspanne von 400 bis 500 Jahren haben.

### Chromosomenzahl
Die Chromosomenzahl beträgt 2n = 22.

## Verbreitung und Habitat

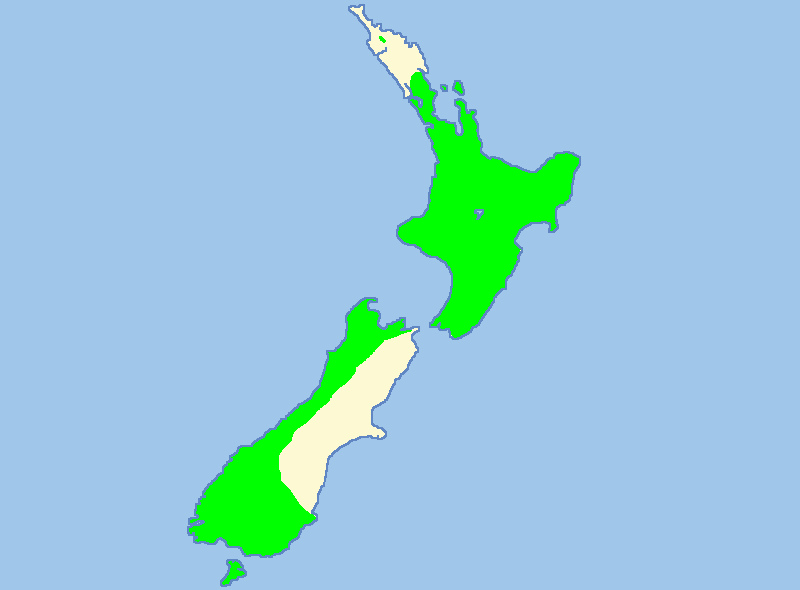
Verbreitung des Südinsel-Eisenholzes in Neuseeland, nicht dargestellt: Aucklandinseln

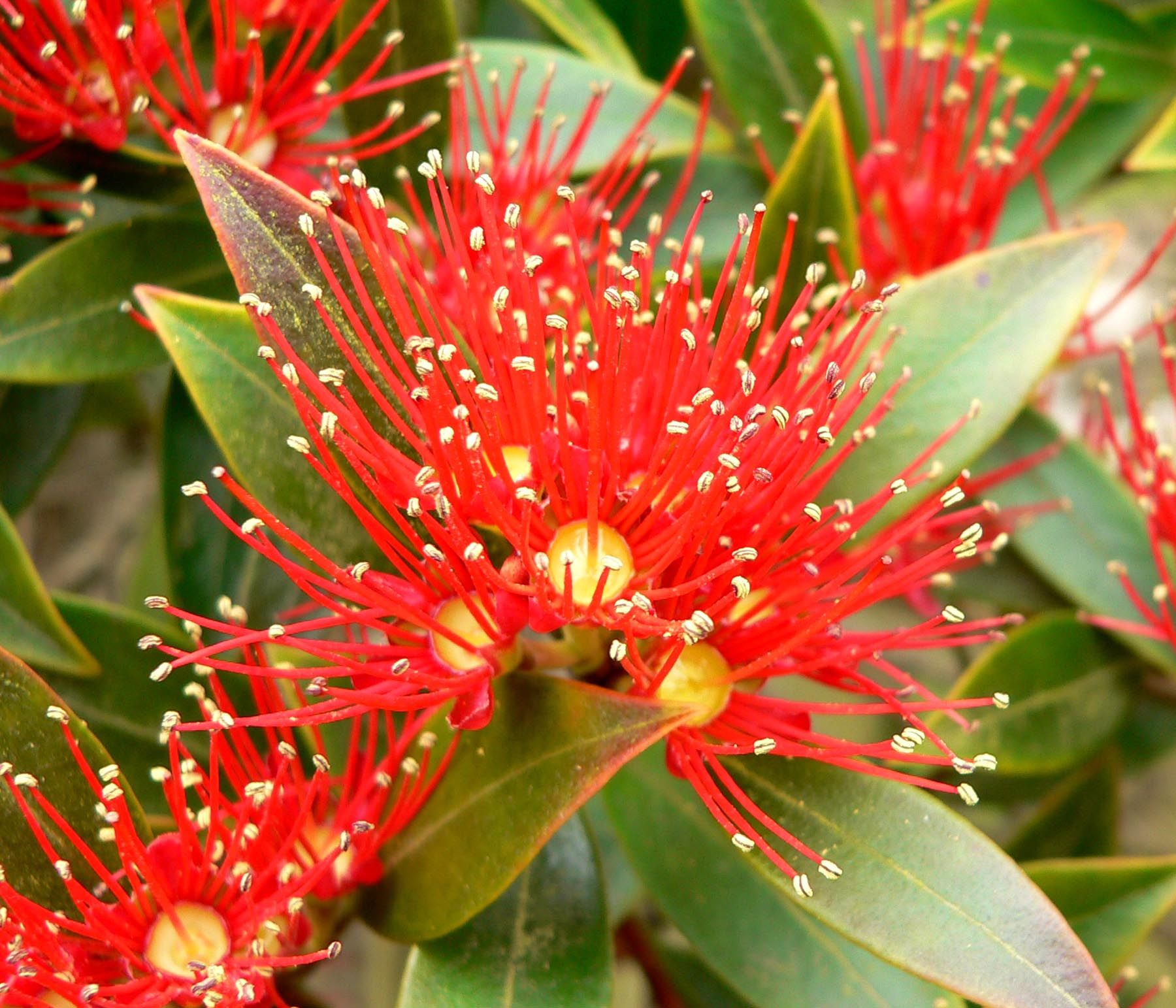
Blüten des Südinsel-Eisenholzes

Das Südinsel-Eisenholz ist der in Neuseeland am weitesten verbreitete Vertreter der Gattung Metrosideros. Man findet ihn meist in Höhen zwischen 0 und 760 Metern über Meereshöhe, an nordwärts gerichteten Klippen sind auch in Höhen über 1100 Metern einige Bestände bekannt. Am besten wächst der Baum in kühleren Regionen mit einer hohen durchschnittlichen Niederschlagsmenge, so dass er vor allem an der Westküste der Südinsel Neuseelands zu finden ist. Es gibt jedoch auch auf der gesamten Nordinsel einige Habitate, beispielsweise auf der Coromandel Peninsula und dem nördlichen Hochland. Die südlichsten Vorkommen sind auf den subantarktischen Aucklandinseln zu finden, womit sie die südlichsten Wälder Neuseelands bilden.
Typischerweise ist das Südinsel-Eisenholz vergesellschaftet mit anderen Bäumen wie dem „Kamahi“ (Weinmannia racemosa), der Steineiben-Art Podocarpus hallii oder dem „Berg-Neinei“ (Dracophyllum traversii) und Sträuchern wie verschiedenen Coprosma und Pseudopanax-Arten. In der Farn- und Krautschicht finden sich beispielsweise verschiedene Farne der Gattung Blechnum, sowie Gleichenia cunninghamii, das Sauergrasgewächs Gahnia procera, das Tagliliengewächs Phormium cookianum, das Rötegewächs Nertera dichondraefolia oder Astelia nervosa aus der Familie Asteliaceae.
Da junge Sämlinge des Südinsel-Eisenholzes schwer mit anderen Pflanzen konkurrieren können, findet man Südinsel-Eisenholz-Bäume oftmals auf dünn besiedeltem Gebiet mit nährstoffarmen Böden oder anderweitig rauen Umweltbedingungen. Durch ihre Fähigkeit zur epiphytischen Lebensweise findet man die Pflanzen aber auch gelegentlich, dafür in geringen Anteilen, in dichter besiedelten Lebensräumen. Als steinaufsitzende Pflanze findet man Exemplare auf Kalkstein, Schiefer, Grauwacke, Andesit, Gneis, Granit und Quarzit.

## Systematik
Die Gattung Metrosideros wird in zwei Untergattungen aufgeteilt: die Untergattung Metrosideros mit etwa 26 Arten und die Untergattung Mearnsia mit etwa 24 Arten. Phylogenetische Untersuchungen haben ergeben, dass das Südinsel-Eisenholz (Metrosideros umbellata) an basaler Stelle der Untergattung Metrosideros steht und somit ebenfalls basal für drei unabhängige Stämme innerhalb der Untergattung ist. Vier Arten der Untergattung sind in Neuseeland endemisch, fünf auf Hawaii und sieben auf Neukaledonien. Es wird angenommen, dass ausgehend von Metrosideros umbellata zunächst die Arten in Neukaledonien entstanden, erst später die anderen neuseeländischen Arten. Von Neukaledonien aus verbreitete sich die Untergattung im westlichen Pazifikraum; die wahrscheinlich jüngsten hawaiischen Arten haben ihre Vorfahren wohl wiederum in Neuseeland. Diese Theorie zur Verbreitung der Untergattung ausgehend von Metrosideros umbellata wird durch die phylogenetische Aufteilung in drei Stämme gestützt. Die weite Verbreitung der Gattung über den pazifischen Raum ausgehend von Neuseeland wird verschiedenen eiszeitlichen Wetterphänomenen, die mit dem heutigen El Niño vergleichbar sind, zugesprochen.

## Gefährdung

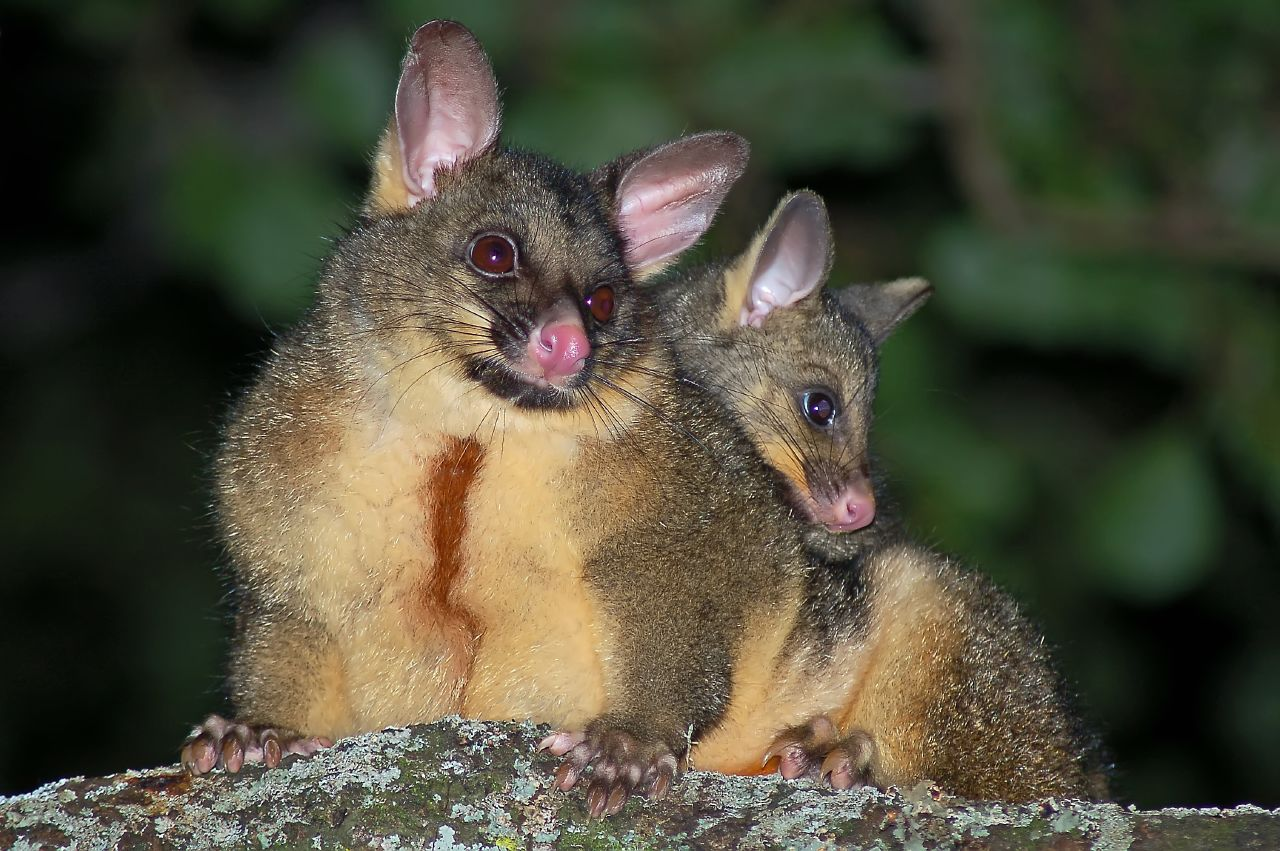
Bedrohung für die Metrosideros-Wälder: der Fuchskusu

Seit den 1950er Jahren wird ein vermehrtes Waldsterben innerhalb der Populationen des Südinsel-Eisenholzes bemerkt und untersucht. Teilweise sind über 30 % der Bäume einer Population abgestorben. Als Hauptursache wird der Verbiss durch nach Neuseeland eingeschleppte Säugetiere, vor allem den australischen Fuchskusu (Trichosurus vulpecula), genannt. Aber auch größere Säugetiere wie der Rothirsch (Cervus elaphus scoticus) nutzen die Pflanzen als Nahrung. Durch Verbiss geschwächte Bäume sind auch anfälliger für Windschaden, Pilz- und Insektenbefall sowie Dürre. Die Sterberate der Eisenholz-Bäume ist dabei von Population zu Population unterschiedlich. Zum einen scheinen Populationen, wo es im Unterholz an Hartholz-Büschen fehlt, besonders anfällig gegenüber Verbiss durch die Fuchskusus zu sein, zum anderen sterben ältere Bäume eher durch die Verbissfolgen ab als jüngere Exemplare. Da die Fuchskusus oftmals bereits geschwächte Bäume aufsuchen, um zu fressen, sterben oftmals einzelne Bäume einer Population komplett ab, während andere noch vollständig gesund sind.
Um die Schäden durch den Fuchskusu einzudämmen, wurden verschiedene Programme gestartet, um die Zahl der Tiere zu reduzieren. Es wurden unter anderem per Flugzeug abgeworfene oder per Hand ausgelegte vergiftete Köder eingesetzt, aber auch Fallen gestellt. Zudem werden Zäune aufgestellt, was aber für größere Gebiete teuer und ineffektiv sein kann. Einzelstehende Bäume können durch einen Metallring um den Stamm geschützt werden. Von 1951 bis 1961 zahlte die neuseeländische Regierung eine Fangprämie für Fuchskusus. Da diese jedoch meist in leicht zugänglichen Gebieten, in denen kaum gefährdete Pflanzen beheimatet waren, gefangen wurden, stellte sich diese Methode als ineffektiv heraus und wurde wieder eingestellt.
Fast vollständig zerstörte Waldgebiete, die zuvor weitestgehend von Südinsel-Eisenholz und Kamahi (Weinmannia racemosa) besiedelt waren, konnten sich auch nach Rückgang der Fuchskusu-Zahlen in diesem Gebiet nicht wieder regenerieren. Dort siedelten sich nach der Zerstörung der ursprünglich vorherrschenden Pflanzen vor allem solche Pflanzen an, die nicht vom Fuchskusu gefressen werden, wie beispielsweise Quintinia acutifolia.

## Namensherkunft
Der wissenschaftliche Gattungsname Metrosideros leitet sich vom griechischen metra in der Bedeutung von Gebärmutter, Mark, Kern von Pflanzen (zu metra Mutter) sowie von sideros (Eisen) ab, was auf das außerordentlich harte Holz verweist. Das Artepitheton umbellata bedeutet „Dolden tragend“ und bezieht sich auf die schirmförmig angeordneten Blüten, die aus einem einzelnen Blütenstandsstiel entspringen.

## Ökonomische Bedeutung
Die Südinsel-Eisenholz-Bäume haben nur eine geringe ökonomische Bedeutung, werden jedoch wegen ihrer Hauptblütezeit im Dezember und den charakteristischen, auffällig roten Blüten zusammen mit dem Pohutukawa und dem Nordinsel-Eisenholz mit Weihnachten in Verbindung gebracht.
Obwohl das Holz des Südinsel-Eisenholzes sehr hart ist und zur Holzklasse der Eisenhölzer gehört, wird das Holz nur sehr selten als Edelholz verwendet. Grund dafür ist vor allem die meist sehr krummwüchsige Form der Bäume. Ausreichend gerade gewachsene Exemplare sind sehr selten. Der von den Blüten gewonnene Honig wird als „Rata-Honig“ angeboten, das Holz wird zum Teil als Feuerholz genutzt.